# Ciudadanos de Urbanizaciones de Bétera
Ciudadanos de Urbanizaciones de Bétera (en valencià: Ciutadans d'Urbanitzacions de Bétera) va ser un partit polític valencià d'àmbit local radicat a Bétera. A finals de l'any 2018 el partit va desaparèixer transformant-se en el Partido Torre en Conill.

## Història
Es va fundar l'any 2006 per a concòrrer en les eleccions locals de 2007, on va obtindre un bon resultat amb 2 escons i un 10,18 percent dels vots, quedant tercer lloc. Va ser el primer partit en la història de Bétera amb l'objectiu concret de representar els ciutadans de les nombroses urbanitzacions del terme. En les eleccions locals de l'any 2011 però, els resultats no van ser tan bons. El recentment creat Partido Mas Camarena els va llevar gran part de l'electorat i va aconseguir quedar per davant del CUBE en vots i regidors, obtenint aquest darrer només un regidor amb el 6,17 percent dels vots, patint una davallada respecte als resultats de les anteriors eleccions. En les eleccions locals de 2015 es van presentar en coalició amb el Partido Mas Camarena, obtenint 3 regidors i el 14,11 percent dels vots, quedant en tercera posició per darrere de Compromís i el PPCV. En ser una coalició, el cap de llista fou Salvador Beltrán Talamantes, líder del Partit Mas Camarena. Des de la formació de la coalició, l'activitat del partit va començar a baixar i arribà un moment que el discurs dels dos no es diferenciava. Una de les propostes més controverses de la coalició va ser la sol·licitud del rang d'Entitat Local Menor per a les urbanitzacions de Mas Camarena i Torre en Conill i que va ser rebutjada per unanimitat al ple de l'Ajuntament de Bétera sent calificada per la majoria de grups d'il·legal al tractarse d'urbanitzacions i no de nuclis habitats naturals. L'octubre de 2018, els líders del CUBE van anunciar que dissoldrien el partit, fundant seguidament el Partido Torre en Conill, el qual és el seu successor natural i legal. També anunciaren que la nova formació continuaria concurrint a les eleccions locals amb el partit Mas Camarena.

## Resultats electorals
| Elecció | Vots  | %     | Escons | +/– | Candidat                    | Govern   |
| ------- | ----- | ----- | ------ | --- | --------------------------- | -------- |
| 2007    | 1.039 | 10,18 | 2 / 17 | Nou | Manuel Chover               | Oposició |
| 2011    | 681   | 6,17  | 1 / 21 | 1   | Manuel Chover               | Oposició |
| 2015    | 1.633 | 14,11 | 3 / 21 | 2   | Salvador Beltrán Talamantes | Oposició |